# Ga Shimo-Shimmei
Ga Shimo-Shimmei (下神明駅 Shimo-shinmei-eki) là một ga ở phía Đông Tokyo, Nhật Bản.

## Bố trí ga
| 1 | ■ Tuyến Oimachi | Hatanodai ・ Ō-okayama ・ Jiyūgaoka ・ Futako-Tamagawa ・(Tuyến Tokyu Den-en-Toshi) Saginuma ・ Chūō-Rinkan |
| 2 | ■ Tuyến Oimachi | Ōimachi |

## Lịch sử
- 6 tháng 7 năm 1927 Mở cửa với tên Ga Togoshi (戸越駅).
- 1 tháng 1 năm 1936 Đổi tên như hiện giờ.

## Ga liền kề
| «       | « | Dịch vụ             | » | »            |
| ------- | - | ------------------- | - | ------------ |
| Ōimachi |   | Tuyến Tokyu Oimachi |   | Togoshi-kōen |